# Autoroute A4 (Francia)
In Francia, l'autostrada A4, o autostrada dell'est, va da Parigi a Strasburgo via Reims, Verdun e Metz.
Parte integrante delle strade europee (E50 e E25), questa autostrada, lunga 480 km e gestita dalla SANEF, attraversa la periferia est di Parigi e procede verso Marne-la-Vallée, dov'è situato il parco di divertimenti Disneyland Resort Paris. In seguito, continua in direzione est e collega le principali città delle regioni orientali del paese (Reims, Metz e Strasburgo).

## Storia

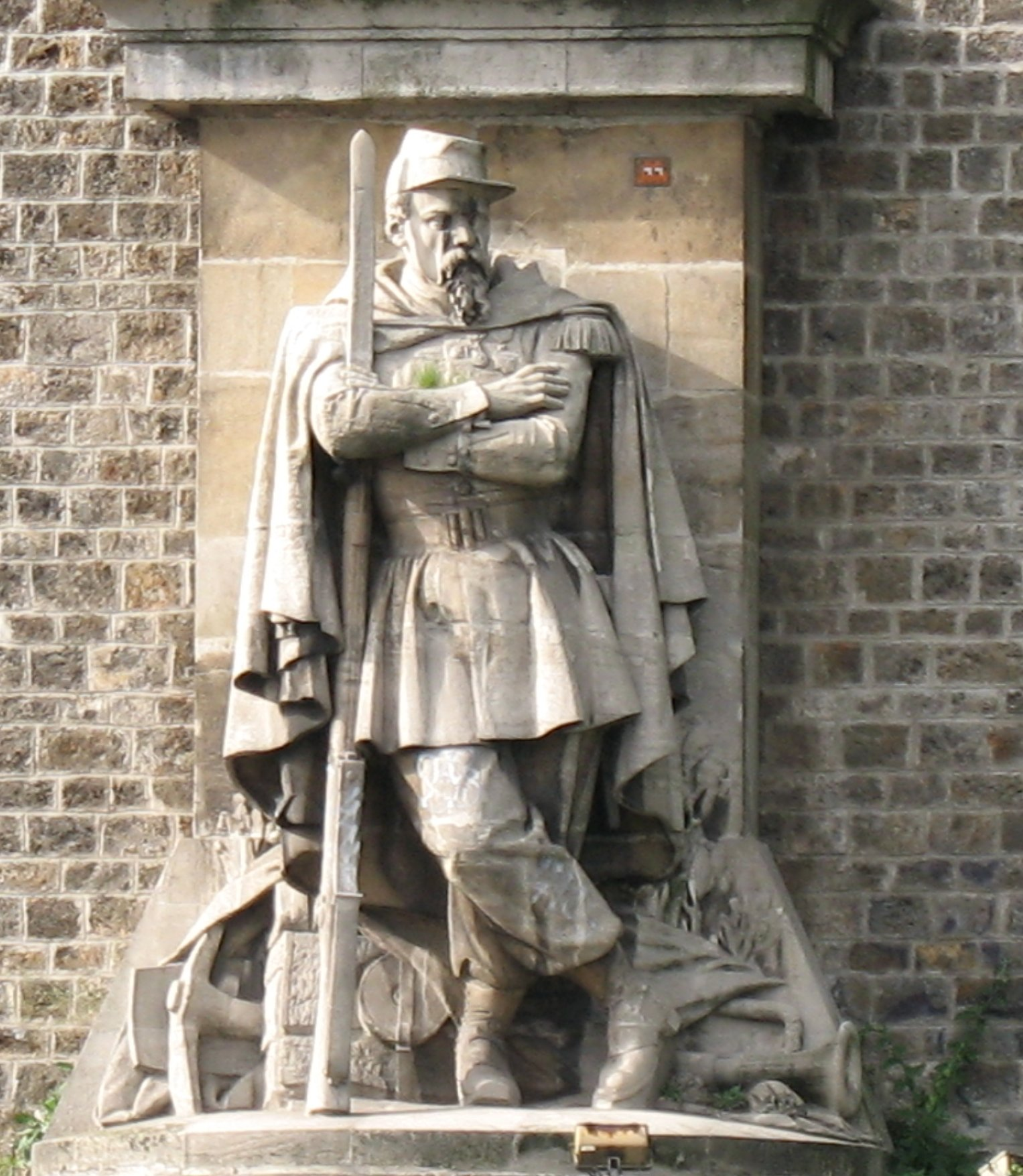
Il cacciatore ai piedi di Arnaud del ponte dell'Alma, trasferito a Vincennes nel 1973. Sorveglia l'ingresso a Parigi all'altezza di Vincennes.

La costruzione della A4 cominciò negli anni 1970 nei dintorni di Parigi. Un primo tratto con corsia unica per ambo i sensi fu messo in servizio fra la porte de Bercy e Joinville-le-Pont nel 1974. L'anno seguente, il numero di corsie fu raddoppiato. Le restanti sezioni, da Joinville all'est di Metz, sono state inaugurate nel 1975 e 1976.
Le ex-autostrade A32 e A34 (Metz-Merlebach e Merlebach-Strasburgo) furono integrate all'A4 nel 1982.
- Tratto Porte de Bercy - Saint-Maurice: première chaussée 1974, deuxième 1975
- Tratto Saint-Maurice - Joinville-le-Pont: a 2 corsie 1974, a 4 corsie 1975
- Tratto Joinville - Coutevroult: 1976
- Tratto Coutevroult - Bouleurs: 1975
- Tratto Bouleurs - Château-Thierry: 1976
- Tratto Château-Thierry - Tinqueux: 1975
- Tratto Tinqueux - Les Islettes: 1976
- Tratto Les Islettes - A31: 1975
- Tratto A31 - Metz-est: 1976
- Tratto Metz-est - Merlebach: 1971 (ex A32)
- Tratto Merlebach - Mundolsheim: 1976 (ex A34)
- Tratto Mundolsheim - Strasbourg: 1972 (ex A34)
- Costruzione della A86: fra Nogent-sur-Marne e Joinville-le-Pont, A4 e A86 condividono le stesse carreggiate;
- Lavori per disintasare le code sistematiche nel tratto condiviso dalla A4 e A86.

L'A4 è lunga 482 km. Nel 2005, il pedaggio autostradale complessivo per un viaggio da Strasburgo a Parigi (per un'auto "normale") era di circa 30 euro.

## Uscite, pedaggi e aree di sosta

### Da Parigi a Reims

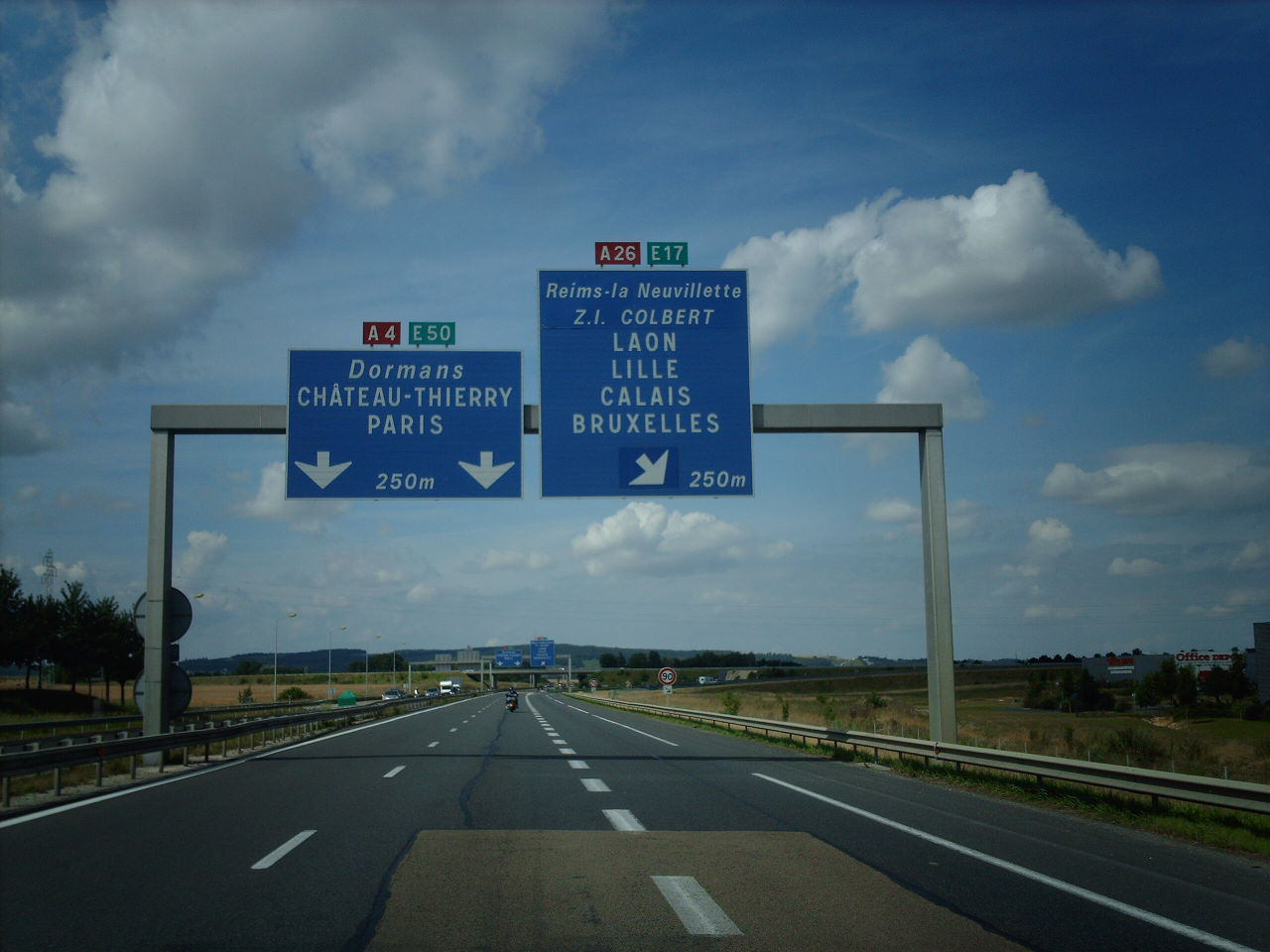
Intersezione dell'A4 con l'A26

- - Innesto Boulevard périphérique di Parigi - Autostrada francese A4
- 01 - Ivry-sur-Seine (uscita parziale: solo verso est)
- 02 - Charenton - città servite: Charenton (uscita parziale: accessibile solo dal senso Strasburgo-Parigi)
- 03 - Maisons-Alfort (A86) - città servite: Maisons-Alfort, Alfortville, St-Maurice
- - Intersezione A4/A86 sud in direzione di Lione (A6) e Nantes/Bordeaux (A10)
- 04 - Joinville-le-Pont (A86) - città servite: Saint-Maur, Joinville

*  - Intersezione A4/A86 nord in direzione di Lilla (A1)
- 04 - Noisy-le-Grand - (Marne-la-Vallée "Porte de Paris")
- 05 - Noisy-le-Grand - (Marne-la-Vallée "Cité Descartes")
- 06 - Champs-sur-Marne
- 07 - Val Maubuée (N 104)
- 08 - Croissy-Beaubourg
- 09 - Collégien
- 10 - Ferrières-en-Brie
- 10.1 - Marne-la-Vallée ouest
- 11 - A104
- 12 - Marne-la-Vallée Val de Bussy
- 13 - Marne-la-Vallée Val de Lagny
- 14 - Marne-la-Vallée Val d'Europe
- Stazione di pedaggio di Coutevroult
- 15 - Coutevroult
- 16 - Crécy-la-Chapelle
- 17 - Meaux A140
- 18 - Saint-Jean-les-Deux-Jumeaux
- Stazione di pedaggio di Montreuil-aux-Lions + 19 - Montreuil-aux-Lions
- 20 - Château-Thierry
- Stazione di pedaggio di Dormans + 21 - Dormans
- Intersezione con la A26 per la direzione nord
- 22 - Reims-Tinqueux
- 23 - Reims-centre
- 24 - Reims-Cathédrale
- 25 - Reims-Saint-Remi
- 26 - Reims-Cormontreuil (A34)
- Stazione di pedaggio di Taissy
- Intersezione con la A26 per la direzione sud

### Da Reims a Strasburgo via Metz
- 27 - La Veuve
- 28 - Saint-Étienne-au-Temple
- 29 - Sainte-Menehould
- 29.1 - Clermont-en-Argonne
- 30 - Voie sacrée
- 31 - Verdun
- 32 - Fresnes-en-Woëvre
- 33 - Jarny
- Stazione di pedaggio di Beaumont
- 34 - Sainte Marie
- 35 - Marange-Silvange
- 36 - Semécourt
- Intersezione con la A31 - Crocevia di Hauconcourt
- 37 - Argancy
- Intersezione con la A315 - Bivio di Mey
- Intersezione con la A314 - Bivio di Lauvallières
- 38 - Boulay
- Stazione di pedaggio di Saint Avold
- 39 - Saint-Avold
- 40 - Freyming-Merlebach (A 320)
- 41 - Farébersviller
- Stazione di pedaggio di Loupershouse
- 41.1 - Puttelange
- 42 - Sarreguemines
- 43 - Sarre-Union
- 44 - Phalsbourg (N4)
- 45 - Saverne
- 46 - Hochfelden
- Stazione di pedaggio di Schwindratzheim
- 47 - Brumath-nord (A340)
- 48 - Brumath-sud
- 49 - Reichstett (A35-Nord)
- 49.1 - Hœnheim
- 50 - Bischheim
- 51 - Strasburgo-centro

## Pedaggi
- Pedaggio di Coutevroult
- Pedaggio di Montreuil-aux-Lions
- Pedaggio di Dormans
- Pedaggio di Taissy
- Pedaggio di Beaumont
- Pedaggio di Saint-Avold
- Pedaggio di Loupershouse
- Pedaggio di Schwindratzheim